# Celestina Casapietra
Celestina Casapietra (* 23. August 1939 in Genua; † 10. August 2024 ebenda) war eine italienische Opernsängerin (Sopran).

## Leben
Nach ihrem Debüt im Jahr 1963 in Mailand war Casapietra von 1965 bis 1993 erster Sopran der Berliner Staatsoper, wo sie auch zur Kammersängerin ernannt wurde. Daneben gastierte sie u. a. an der Mailänder Scala, der Wiener Staatsoper, am Teatro Carlo Felice Genua, an der Bayerischen Staatsoper, der Hamburgischen Staatsoper, dem Bolschoi-Theater Moskau und bei den Salzburger Festspielen.
Zu ihren bekanntesten Schülern zählt der Berliner Bassbariton Marek Kalbus.
Casapietra lernte den Dirigenten Herbert Kegel, damals der Chef des Leipziger Rundfunkchors und später Chefdirigent der Dresdner Philharmonie, kennen, verließ 1966 seinetwegen Italien und beide heirateten. Als sie im achten Monat schwanger war, flog sie nach Genua, damit ihr Sohn Björn Casapietra nicht als DDR-Bürger mit all den Limitierungen in der Reisefreiheit geboren wurde. 1983 wurde die Ehe geschieden.
Celestina Casapietra wurde für ihre künstlerische Lebensleistung 2018 als ordentliches Ehrenmitglied der Europäischen Kulturwerkstatt (EKW) Berlin-Wien berufen.

## Theater
- 1965: Wolfgang Amadeus Mozart: Così fan tutte (Italienische Fassung – Fiordiligi) – Regie: Erich-Alexander Winds (Deutsche Staatsoper Berlin)
- 1967: Giacomo Puccini: La Bohème (Italienische Fassung – Mimi) – Regie: Erhard Fischer (Deutsche Staatsoper Berlin)
- 1971: Jules Massenet: Manon (Manon) – Regie: Horst Bonnet (Deutsche Staatsoper Berlin)

## Diskografie
- Umberto Giordano: Andrea Chénier (1973) mit Franco Corelli und Piero Cappuccilli, Hardy Classic (DVD)
- Felix Mendelssohn Bartholdy: Symphonies Nos. 1-5. Eurodisc 1990
- Wolfgang Amadeus Mozart: Missae; Requiem. Philips 1991
- Carl Orff: Carmina Burana. Philips 1992
- Carl Orff: Trionfi. Berlin Classics 1992
- Concerto Lirico. Monopol 1996 (Klassik-Album)
- Gustav Mahler: Symphony No. 4. Berlin Classics 1996
- Charles Gounod: Margarethe. Opernquerschnitt in deutscher Sprache. Berlin Classics 1999
- Richard Wagner: Tannhäuser. Gala 2005
- Wolfgang Amadeus Mozart: Così fan tutte. Gesamtaufnahme, it. / Querschnitte 1x it./ 1x dt. (ETERNA 1969)

Sie wirkte auch bei dem DEFA-Opernfilm Gala unter den Linden (DDR, 1977) mit und spielte die Rolle der Gesangslehrerin in Arnaud des Pallières’ Film Drancy Avenir (1997).